# Servei de Protecció de la Naturalesa
El Servei de Protecció de la Naturalesa (SEPRONA) és una unitat de la Guàrdia Civil a Espanya, encarregada de la conservació de la Naturalesa i els recursos hidràulics, així com de la riquesa cinegètica, piscícola, forestal i de qualsevol altra índole relacionada amb la Naturalesa, segons l'article 12 de la Llei Orgànica 2/1986 de 13 de març, de Forces i Cossos de Seguretat.
Creada l'any 1988 i reorganitzada l'any 2000, el SEPRONA té assignada la missió d'evitar agressions al medi ambient i de protecció de mobles e immobles catalogats com a béns del patrimoni històric en tot el territori nacional espanyol i en el seu mar territorial, inclosa la preservació de les espècies protegides i amenaçades. La seva base de treball és molt extensa, devent els seus components de treballar amb més de 2000 lleis i decrets, sent l'especialitat de la Guàrdia Civil que més legislació maneja.
Es tracta de l'única policia judicial «verda» d'Europa, i organitzacions ecologistes com Greenpeace, WWF/Adena o Seu/BirdLife reconeixen la seva gran importància.